# Cylindromyrmex striatus

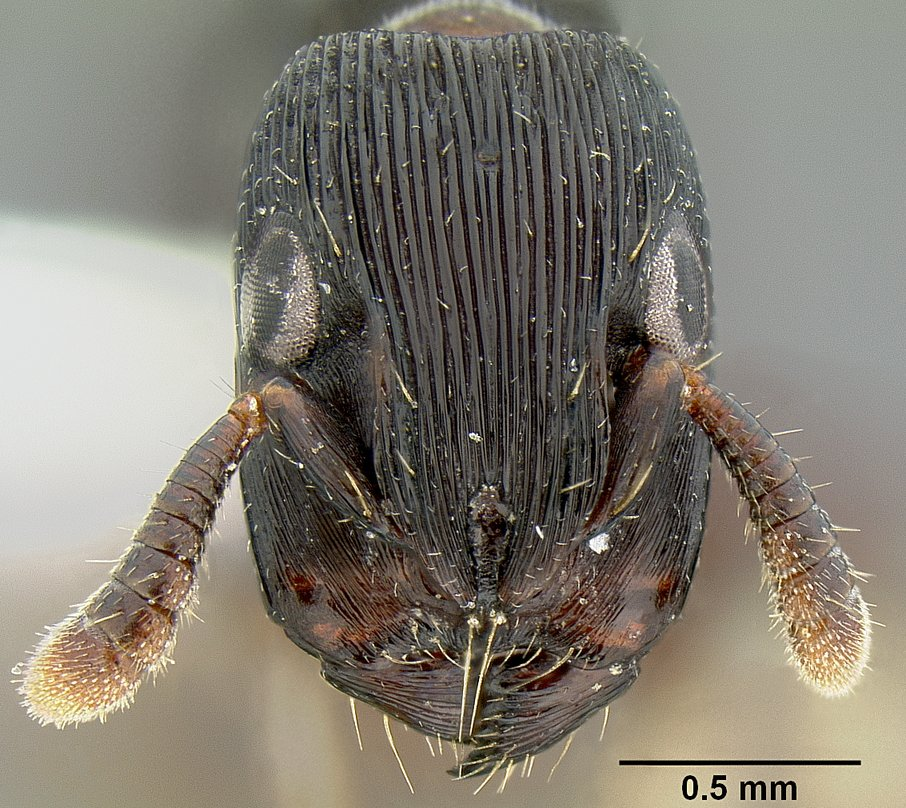
Cylindromyrmex striatus

Cylindromyrmex striatus (лат.) — вид тропических муравьёв рода Cylindromyrmex (Formicidae). Специализированы на питании различными видами термитов (термитофагия).

## Распространение
Неотропика. Бразилия, Венесуэла, Гайана, Суринам, Французская Гвиана.

## Описание
Мелкие узкотелые муравьи с короткими ногами и удлинённой головой. Длина тела от 6,18 до 6,56 мм (самки и самцы до 7,74 мм). Отличаются более тонкими продольными бороздками (в задней трети головы их около 35), буровато-чёрными ногами с жёлтыми голенями и крупными выпуклыми глазами. Основная окраска чёрная и блестящая; ноги светлее. Голова, грудь и стебелёк покрыты глубокими продольными бороздками. Усики короткие, скапус достигает лишь половины длины головы. Обитают в древесных полостях и в термитниках. Биология малоисследована. Хищники, термитофаги.

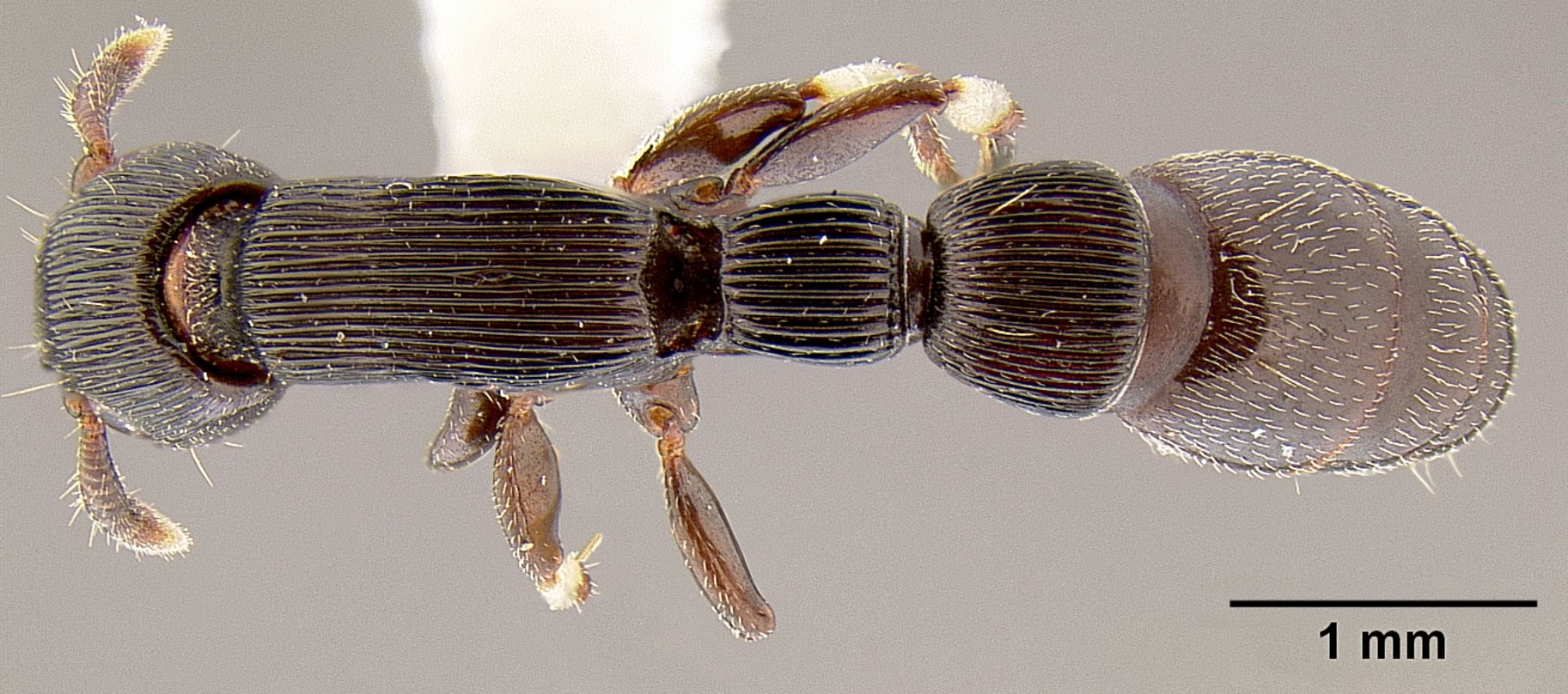

## Классификация
Вид был впервые описан по самкам из Суринама в 1870 году, имеет сложную таксономическую историю. Самцы и рабочие были описаны в 1887 году. Ранее, или включался в состав трибы Cylindromyrmecini, которая относилась к подсемейству Ponerinae, или в подсемейство Cerapachyinae. С 2016 года относится к Dorylinae.